# La Perruche et le Poulet
 (juillet 2020).
Si vous disposez d'ouvrages ou d'articles de référence ou si vous connaissez des sites web de qualité traitant du thème abordé ici, merci de compléter l'article en donnant les références utiles à sa vérifiabilité et en les liant à la section « Notes et références ».
La Perruche et le Poulet est une pièce de théâtre en trois actes de Robert Thomas d'après Jack Popplewell, représentée pour la première fois à Paris le 12 août 1966 au Théâtre du Vaudeville.
Elle fut diffusée pour la première fois sur la première chaîne le 7 juin 1969. 
Jane Sourza y a interprété probablement sa dernière pièce de théâtre. La maladie devait l'emporter le 3 juin 1969 soit peu de temps avant la diffusion de la pièce. Cette maladie était visiblement perceptible lors de la présentation de la troupe à la fin de la pièce.

## Argument
L'action se déroule à l'étude de Me Rocher, notaire à Paris. Mademoiselle Alice Postic, standardiste de l'étude et perruche invétérée, est une véritable poulbot de la Butte. Un soir, alors que les employés sont partis, elle découvre le cadavre de Me Rocher avec un poignard dans le dos. Elle a juste le temps d'appeler la police avant de s'évanouir.
À son réveil coïncidant avec l'arrivée de l'agent de police Maximin, le corps a disparu. Arrive, par la suite, l'inspecteur Henri Grandin, surnommé par ses collègues «Tête de Fer» à cause de son sale caractère. Lily reconnaît en lui un ami d'enfance...

## Fiche technique
- Auteur : Robert Thomas d'après Jack Popplewell
- Réalisation : Pierre Sabbagh
- Décors : Roger Harth et Robert Thomas
- Costumes : Donald Cardwell
- Mise en scène : Robert Thomas
- Chef de Production : Paul Letailleur
- Ingénieur de la vision : Henri Lamare
- Ingénieur du son : Claude Couchouron
- Cadreurs : Jacques Courbon, Jacques Guillier, Michel Thibaud et J.R. Van Waerbeke
- Direction de la scène : Edward Sanderson[1]
- Adjoint de la direction de la scène : Jean-Luc Geninasca
- Date et lieu d'enregistrement : 8 février 1969 au théâtre Marigny
- Directeur de la photographie : Lucien Billard
- Script : Marlène Bertin
- Assistant script : Guy Mauplot

## Distribution[2]
- Raymond Souplex : l'inspecteur Henri Grandin
- Jane Sourza : Alice Postic
- Colette Gérard : Virginie Renoir
- Noëlle Musard : Suzanne Brissard
- Robert Thomas : M. Laroche (un client) et M. Logan, 1er clerc[3]
- Vivette Galy : Madame Tachard, la cliente mécontente
- Jacques Verlier / Jean Reby : Robert de Charance, le 2d clerc
- Marcel Charvey : Maître Rocher
- Edmond Ardisson : l'agent de police Maximin
- Catherine Gay : Clara Rocher, l'épouse du notaire

## Adaptation russe
La pièce a été adaptée par Alla Sourikova pour la télévision soviétique sous le titre Ichtchité jenchinou (Cherchez la femme) (Mosfilm, 1982, 2 séries, 145 minutes). Les rôles sont joués par les vedettes de l'écran russe: Sofiko Tchiaoureli (Alice Postic), Leonid Kouravliov (Henri Grandin), Sergei Yourski (Maître Rocher), Alexandre Abdoulov (Robert de Charance), Leonid Iarmolnik (Maximin), Elena Solovei (Clara Rocher). Le film est souvent diffusé à la télé étant considéré comme une des meilleures comédies policières russes.